# Fatsoen

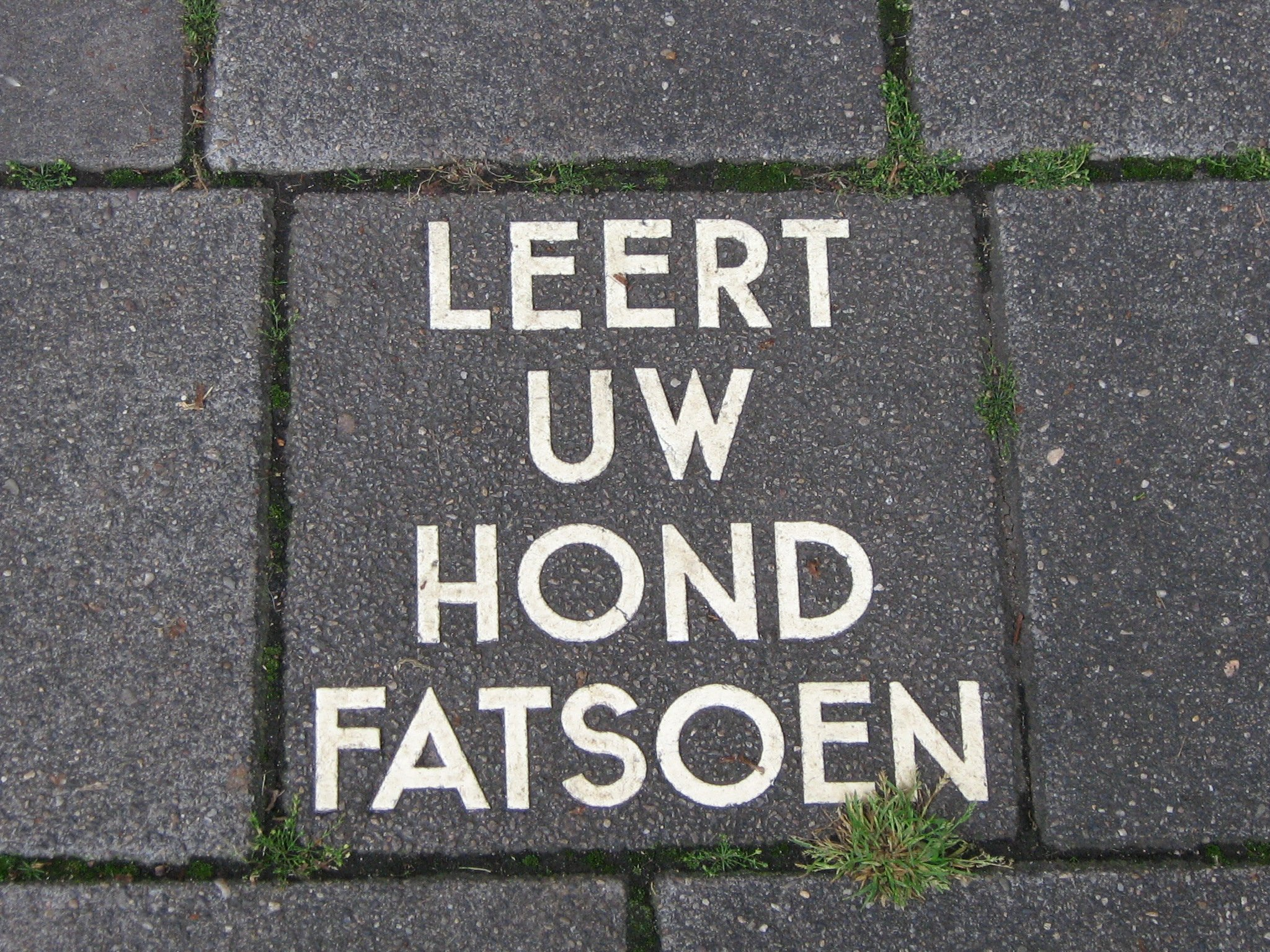
Odijk, humoristische waarschuwing tegen hondenpoep: "Leert uw hond fatsoen".

Fatsoen is het voldoen aan de geldende normen en waarden. Fatsoen kan worden gezien als een groot aantal sociale conventies, die worden bijgebracht aan een kind tijdens de opvoeding door de ouders. Een begrip dat lijkt op fatsoen is moraal. De moraal wordt echter veelal gezien als iets hoogs, met een hoger doel. Fatsoenlijkheid heeft daarentegen vooral te maken met het dagelijks gedrag van mensen.
Wat echter precies fatsoenlijk is varieert sterk voor verschillende culturen. De meeste landen bijvoorbeeld hebben wetgeving tegen wat onfatsoenlijke gedragingen zouden zijn, bijvoorbeeld om bepaalde lichaamsdelen onbedekt te vertonen. De contrasten tussen landen en culturen zijn enorm. In sommige culturen moeten vrouwen of mannen bijvoorbeeld hun gehele lichaam bedekken, in andere landen lopen beide seksen vrijwel naakt. Ook binnen één land zal het fatsoensbegrip echter sterk variëren, afhankelijk van de sociale, etnische of religieuze achtergrond, of alleen maar de plaats waar men zich bevindt. Kleding die op het strand correct is, geldt in de stad niet als fatsoenlijk.
Fatsoenlijkheid heeft in Nederland voor veel mensen een negatieve bijklank gekregen, omdat het gelijk is gesteld aan bekrompenheid, en weinig tolerantie voor andere gedragingen. Het zou wellicht ook te maken hebben met een gevoel van onvrijheid, zichzelf beletten te doen waar men zin in zou hebben.
De Nederlandse premier Balkenende probeerde het fatsoensbegrip nieuw leven in te blazen met de leus Fatsoen moet je doen (april 2005). Dit heeft echter niet tot het door hem gewenste resultaat geleid, maar heeft waarschijnlijk wel geleid tot meer discussie over fatsoen.